# Лейн, Лестер
Лестер Э. Лейн (англ. Lester E. Lane; 6 марта 1932 года, Перселл, Оклахома, США ― 5 сентября 1973 года, Норман, Оклахома, США) ― американский баскетболист и тренер, участник летних Олимпийских игр 1960 года в Риме.

## Биография
Лестер Лейн родился в городе Перселл, штат Оклахома, в семье Лестера старшего и Вирджи Йери Лейн. Играл в баскетбольной команде Университета штата Оклахома. В 1960 году был отобран в американскую мужскую сборную по баскетболу для выступления на летних Олимпийских играх в Риме, игроки которой были удостоены золотых медалей. Весной 1973 года был назначен главным баскетбольным тренером в университете Оклахомы, но так и не успел порядком приступить к своей работе, поскольку скоропостижно скончался от сердечного приступа во время уличной игры позднее в том же году.
В честь него в городе Перселл улица Форф-стрит (что находится на юге от Мейн-стрит) была переименована в «Лестер-лейн».